# Tres banderas rojas

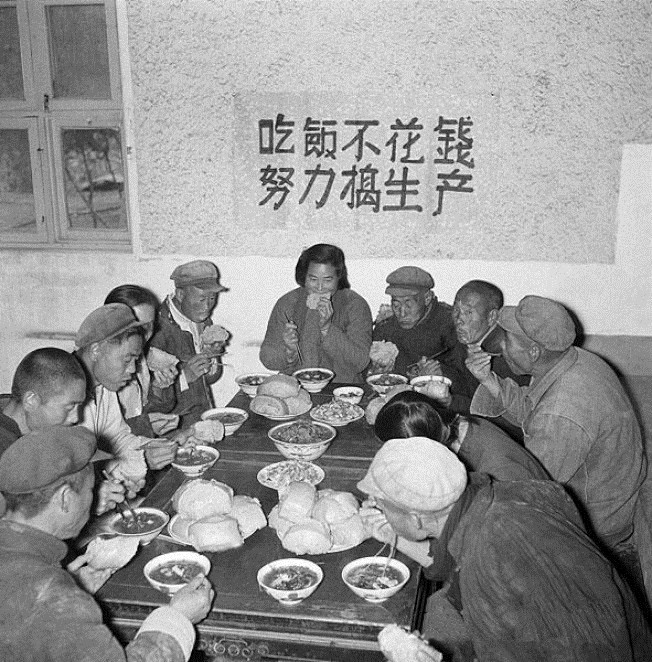
Trabajadores chinos comiendo en un comedor popular

Las Tres Banderas Rojas ( en chino :三面红旗) fue un eslogan ideológico de fines de la década de 1950 que llamaba al pueblo chino a construir un estado socialista. Las "Tres Banderas Rojas" consistieron en la Ruta General para la construcción socialista, el Gran Salto Adelante y las comunas populares.
Después del primer Plan Quinquenal, la República Popular China continuó su construcción socialista al introducir el "Movimiento de las Tres Banderas Rojas". La Ruta General instruyó al pueblo chino a "hacer todo lo posible, apuntar alto y construir el socialismo con resultados mayores, más rápidos, mejores y más económicos". A fines de 1958, casi todos los campesinos chinos se habían organizado en comunas con un promedio de 5000 hogares cada una. Toda la propiedad privada fue dada a las comunas y las personas no se les permitió cocinar sus propios alimentos y, en cambio, comieron en los comedores comunales.